# Aleksandr Miedwiediew (funkcjonariusz)
Aleksandr Pietrowicz Miedwiediew (ros. Александр Петрович Медведев, ur. 1905 we wsi Bogdanowka w guberni kurskiej, zm. 6 października 1965 w Jarosławiu) – radziecki funkcjonariusz służb specjalnych, generał major.

## Życiorys
W 1916 skończył 4-klasową szkołę w rodzinnej wsi, w latach 1921–1923 sekretarz gminnego komitetu wykonawczego, od października 1927 do października 1929 służył w Armii Czerwonej, od stycznia 1928 w WKP(b). Od października 1930 funkcjonariusz GPU w Lgowie, od października 1931 do 23 września 1937 pełnomocnik i pełnomocnik operacyjny Pełnomocnego Przedstawicielstwa OGPU Obwodu Centralno-Czarnoziemskiego/Zarządu NKWD obwodu woroneskiego, od 2 marca 1936 młodszy porucznik bezpieczeństwa państwowego, od 23 września 1937 do czerwca 1938 pomocnik szefa Oddziału 5 Wydziału 4 Zarządu Bezpieczeństwa Państwowego (UGB) Zarządu NKWD obwodu woroneskiego, od 20 lipca 1938 porucznik bezpieczeństwa państwowego. Od 29 lipca do 29 września 1938 zastępca szefa Oddziału 8 Wydziału 2 Zarządu 3 NKWD ZSRR, od 29 września 1938 do 16 stycznia 1939 zastępca szefa oddziału Wydziału Głównego Zarządu Transportowego NKWD ZSRR, od 16 stycznia do 28 sierpnia 1939 śledczy Sekcji Śledczej NKWD ZSRR, od 28 sierpnia do 4 września 1939 starszy śledczy Sekcji Śledczej NKWD ZSRR, od 4 września 1939 do 23 listopada 1940 starszy śledczy Sekcji Śledczej Głównego Zarządu Ekonomicznego NKWD ZSRR, od 14 marca 1940 starszy porucznik bezpieczeństwa państwowego. Od 23 listopada 1940 do 26 lutego 1940 szef Oddziału 10 Wydziału 1 Głównego Zarządu Ekonomicznego NKWD ZSRR, od 26 lutego 1941 do 17 grudnia 1942 ludowy komisarz spraw wewnętrznych Dagestańskiej ASRR, 1 marca 1941 awansowany na majora bezpieczeństwa państwowego, od 17 grudnia 1942 do 22 marca 1943 szef Zarządu NKWD obwodu saratowskiego, 14 lutego 1943 awansowany na komisarza bezpieczeństwa państwowego. Od 22 marca 1943 do 12 lipca 1950 szef Zarządu NKWD/MWD Kraju Krasnodarskiego, 9 lipca 1945 mianowany generałem majorem, od 17 października 1950 do października 1953 szef Zarządu Wołżańskiego Poprawczego Obozu Pracy MWD w Szczerbakowie (Rybińsku), od 10 października 1953 do 4 lutego 1954 szef Zarządu Kuniejewskiego Poprawczego Obozu Pracy MWD w Stawropolu, 23 marca 1954 zwolniony ze służby. Deputowany do Rady Najwyższej ZSRR 2 kadencji.

## Odznaczenia
- Order Czerwonego Sztandaru (trzykrotnie – 25 października 1943, 16 września 1945 i 21 maja 1947)
- Order Kutuzowa II klasy (24 lutego 1945)
- Order Czerwonej Gwiazdy (trzykrotnie – 2 lipca 1942, 3 listopada 1944 i 24 sierpnia 1949)
- Order „Znak Honoru” (20 września 1943)
- Odznaka „Zasłużony Funkcjonariusz NKWD” (4 lutego 1942)

I 3 medale.